# Røværsholmen fyr
Røværsholmen fyr er et fyr som ligger på en holm ved Røvær ud for Haugesund i Rogaland fylke i Norge.
Fyret har et 13,5 meter højt rødt fyrtårn i støbejern. Tårnet står på en fod af udhugget sten, som kommer fra Lista fyr hvor to stentårne blev nedrevet i 1873. Røværsholmen fyr blev oprettet i 1892 og har et 2. ordens linseapparat.
Der ligger bolig og udhus ved siden af tårnet og naust og bådebro lige nedenfor; Landgangsforholdene er vanskelige.
Fyrstationen er fredet efter lov om kulturminner.

## Eksterne kilder og henvisninger
- Wikimedia Commons har flere filer relateret til Røværsholmen fyr
- Røværsholmen fyr på Riksantikvarens hjemmeside kulturminnesok.no
- Røværsholmen fyr på Store Norske Leksikon
- Røværsholmen fyrstasjon Norsk Fyrhistorisk Forening